# 왕머루
왕머루(Vitis amurensis)는 낙엽이 지는 활엽의 덩굴성 목본으로서, 줄기 길이는 10m 내외이다. 잎은 3-4갈래로 얕게 갈라진 오각형으로 크며 뒷면에는 엷은 갈색 털이 빽빽하게 나 있다. 꽃은 황록색으로 밀추꽃차례를 이루면서 달리는데, 이때 밀추꽃차례는 총상꽃차례의 변태로서, 짧은 꽃자루에 수많은 꽃이 빽빽하게 달려 있는 것을 말한다. 열매는 지름 1cm가 채 못 되는 공 모양의 작은 액과로 익으면 검게 되며 먹을 수 있다. 산기슭이나 골짜기에서 자라며 한국 각지에 분포하고 있다. 머루에 비해 잎 뒷면에 거미줄 같은 갈색 털이 거의 없는 점이 다르다.